# Pergamasus longicornis
Pergamasus longicornis är en spindeldjursart som först beskrevs av Berlese 1906.  Pergamasus longicornis ingår i släktet Pergamasus och familjen Parasitidae. Inga underarter finns listade i Catalogue of Life.